# Кабаре Волтер
Кабаре Волтер (фр. Cabaret Voltaire), клуб који је у Цириху у фебруару 1916. основао њемачки пјесник, музичар и продуцент Хуго Бал. Био је једно од главних легла дадаистичког покрета. У саопштењу за штампу поводом оснивања из 2. фебруара стајало је: „Кабаре Волтер. Под овим именом формирана је група младих умјетника и писаца с циљем да постане центар умјетничке забаве. Кабаре Волтер ће радити по принципу свакодневних сусрета на којима ће гостујући умјетници изводити своју музику и поезију. Млада умјетници из Цириха, позавани су да са собом понесу своје идеје и доприносе.” Клуб је званично отворен за публику 5. марта 1916. године. 
Међу водећим личностима били су пјевачица Еми Хенингс (касније Балова супруга), пјесници Тристан Цара и Рихард Хулзенбек, умјетници Ханс Aрп, Марсел Јанко и Ханс Рихтер. Кабаре Волтер постао је, по Рихтеровим ријечима, „сензација преко ноћи”, али је био принуђен на затварање почетком 1917. због учесталих „жалби угледних грађана огорчених ноћним ексцесима”. Једну типичну ноћ у кабареу описао је надреалистички пјесник Жорж Уње: „На сцени је неко ударао кључевима и флашама да би направио музику све док публика, скоро излуђена, није протестовала… Глас испод огромног шешира у облику конуса је декламовао Арпове пјесме. Хулзенбек је урлао своје пјесме, док је Цара наглашавао ритмове и крешендо ударајући у бас бубањ.” Након затварања клуба Бал и Цара су изнајмили галерију, отворену у марту 1917. под именом Галерија Дада, у коју су пренијели своје активности. Кабаре Волтер је био и назив прве дадаистичке публицације — памфлета који је уредио Бал, издатог 15. јуна 1916. године. 